# Sebastian Kaul
Sebastian Kaul (* 17. Oktober 1979) ist ein deutscher Fußballspieler.

## Karriere
Ab 1993 spielte Kaul in der Jugend des KFC Uerdingen 05 und nahm im Jahr 1999 neben Mitspielern wie Timo Hildebrand, Christian Timm und Stefan Wessels an der Junioren-Weltmeisterschaft teil, bei der Deutschland in der Vorrunde ausschied. Zur Saison 1998/99 rückte er in den Profikader und absolvierte 14 Spiele in der Zweitligasaison, die mit dem Abstieg endete. Nach zwei Spielzeiten in der Regionalliga West/Südwest bzw. Nord wechselte er zum Zweitligisten SV Waldhof Mannheim. Dort kam er in zwei Jahren auf zehn Einsätze und ging 2003 zum 1. FC Kleve in die Oberliga Nordrhein. Über den 1. FC Bocholt, mit dem er 2007 in die Verbandsliga Niederrhein abstieg, kam er 2008 zurück zum 1. FC Kleve. Seitdem trat er für die 2. Mannschaft in der Landesliga an, fungierte eine Saison gleichzeitig als Co-Trainer des Teams und war von 2009 bis 2011 Spielertrainer. Nach dem finanziellen Rückzug der ersten Mannschaft des Klubs übernahm Kaul im Sommer 2011 dort das Amt des Cheftrainers. In der Hinrunde der Landesliga Niederrhein führte er den Verein auf einen guten dritten Tabellenplatz, im Januar 2012 trat Kaul jedoch von seinem Trainerposten zurück.
Zur Saison 2012/13 kehrte er als aktiver Spieler auf den Rasen zurück und schloss sich dem Landesliga-Aufsteiger RSV Praest an. Nach zwei Jahren in Praest übernahm Kaul 2014 das Amt des Spielertrainers beim Bezirksligisten SGE Bedburg-Hau. In der Saison 2018/19 führte er die SGE zur Meisterschaft und zum Aufstieg in die Landesliga Niederrhein.

## Statistik
| Liga          | Spiele (Tore) |
| ------------- | ------------- |
| 2. Bundesliga | 24 (1)        |
| Regionalliga  | 43 (1)        |
| Wettbewerb    |               |
| DFB-Pokal     | 02 (0)        |